# Metropolitano de Pune
O Metrô de Pune é um metropolitano ferroviário na cidade de Pune e em sua área metropolitana. O projeto foi realizado pela Metrô de Deli, em 2007, e identificou três rotas prospectivas na área. O projeto está previsto para ser encomendado em 2013.

## Fases do Projeto

### Primeira Fase
As três rotas que foram identificadas pela primeira fase são:
- Pimpri Chinchwad - Swargate, através Agricultura colégio (16,5 km, elevado)
- Aundh - Kalyaninagar, através Shivajinagar e da estação ferroviária Pune (14 km, elevações)
- Colégio Agrícola - Swargate, através JM Mahatre estrada e ponte (9 km, metro)

### Segunda Fase
Segunda fase do projeto deve conter a extensão da primeira fase:
- Ampliação das linhas de Chinchwad para Nigdi e Swargate para Katraj (11.5 km elevado)
- Ampliação das linhas de Aundh para Hinjewadi e Kalyaninagar para Kharadi Naka (13 km elevado)
- Extensão da linha de Swargate para Hadapsar (9 km elevado)

### Terceira Fase
Terceira fase, irá completar o projecto de uma vez e vai conter apenas uma linha:
- Colégio Agrícola - Warje JM via rodoviária e Karve estrada (9 km elevado)

## Lado técnico
Os itinerários propostos estão a ser construída principalmente em trilhos elevados, com vias subterrâneas e as extensões a seguir em futuras fases.
A proposta de estrutura tarifária, em 2013-14, deve ser um mínimo de R 8, para distâncias inferiores a 2 km, e um máximo de Rs 23 para distâncias acima 27 km.